# Ethnikos Omilos Filathlōn Peiraiōs Falīrou 2017-2018 (pallavolo maschile)
Questa voce raccoglie le informazioni riguardanti l'Ethnikos Omilos Filathlōn Peiraiōs Falīrou nella stagione 2017-2018.

## Organigramma societario
Area direttiva
- Presidente: Nikos Nikolinakos
- Vicepresidente: Spyros Kavvadas

Area organizzativa
- Team manager: Dīmītrīs Christopoulos

Area tecnica
- Primo allenatore: Thanasīs Psarras
- Scoutman: Geōrgia Arvanitī

Area sanitaria
- Fisioterapista: Giōrgos Geōrgoudīs, Charīs Chatzīgrīgoriou

## Rosa
| N° | Nome                    | Ruolo | Data di nascita   | Nazionalità sportiva |
| -- | ----------------------- | ----- | ----------------- | -------------------- |
| 1  | Giannīs Mantekas        | S     | 3 agosto 1985     | Grecia               |
| 3  | Alexandros Tournakīs    | C     | 2 gennaio 1995    | Grecia               |
| 4  | Andrew McWilliam        | S     | 2 febbraio 1991   | Canada               |
| 5  | Kōstas Dīmītoulīs       | P     | 15 gennaio 1995   | Grecia               |
| 6  | Casey Knight            | O     | 1º settembre 1992 | Canada               |
| 7  | Euthymios Adamopoulos   | L     | 10 novembre 1985  | Grecia               |
| 8  | Dīmītrīs Chatzīnikolaou | S     | 16 luglio 1999    | Grecia               |
| 9  | Matthew Seifert         | C     | 11 dicembre 1992  | Stati Uniti          |
| 10 | Achilleas Mpasīs        | C     | 13 marzo 1994     | Grecia               |
| 11 | Kyriakos Spyriounīs     | S     | 1º settembre 1997 | Grecia               |
| 12 | Sercan Abanoz           | P     | 9 luglio 1986     | Turchia              |
| 13 | Eduardo Ramos           | O     | 13 settembre 1998 | Venezuela            |
| 14 | Giannīs Stylianou       | C     | 26 giugno 1990    | Grecia               |
| 15 | Nikos Delīprimīs        | S     | 17 maggio 1990    | Grecia               |
| 15 | Vasilīs Karasavvidīs    | L     | 17 marzo 1995     | Grecia               |
| 16 | Chrīstos Voloudakīs     | L     | 13 febbraio 1988  | Grecia               |

## Statistiche

### Statistiche di squadra
| Competizione    | Punti | In casa | In casa | In casa | In trasferta | In trasferta | In trasferta | Totale | Totale | Totale |
| Competizione    | Punti | G       | V       | P       | G            | V            | P            | G      | V      | P      |
| --------------- | ----- | ------- | ------- | ------- | ------------ | ------------ | ------------ | ------ | ------ | ------ |
| Volley League   | 31    | 12      | 5       | 7       | 12           | 5            | 7            | 24     | 10     | 14     |
| Coppa di Grecia | -     | 1       | 0       | 1       | 1            | 1            | 0            | 2      | 1      | 1      |
| Coppa di Lega   | 0     | -       | -       | -       | -            | -            | -            | 2      | 0      | 2      |
| Totale          | -     | 13      | 5       | 8       | 13           | 6            | 7            | 28     | 11     | 17     |

G = partite giocate; V = partite vinte; P = partite perse

### Statistiche dei giocatori
| Pallavolista      | Campionato | Campionato | Campionato | Campionato | Campionato | Coppa di Lega | Coppa di Lega | Coppa di Lega | Coppa di Lega | Coppa di Lega |
| Pallavolista      | P          | PT         | AV         | MV         | BV         | P             | PT            | AV            | MV            | BV            |
| ----------------- | ---------- | ---------- | ---------- | ---------- | ---------- | ------------- | ------------- | ------------- | ------------- | ------------- |
| S. Abanoz         | 24         | 70         | 38         | 17         | 15         | 2             | 10            | 5             | 4             | 1             |
| E. Adamopoulos    | 8          | 0          | 0          | 0          | 0          | 2             | 0             | 0             | 0             | 0             |
| D. Chatzīnikolaou | 12         | 0          | 0          | 0          | 0          | 1             | 0             | 0             | 0             | 0             |
| N. Delīprimīs     | 8          | 38         | 33         | 2          | 3          | 2             | 16            | 15            | 0             | 1             |
| K. Dīmītoulīs     | 24         | 7          | 2          | 0          | 5          | 2             | 0             | 0             | 0             | 0             |
| V. Karasavvidīs   | 11         | 1          | 1          | 0          | 0          | -             | -             | -             | -             | -             |
| C. Knight         | 24         | 406        | 354        | 28         | 24         | 2             | 33            | 29            | 1             | 3             |
| G. Mantekas       | 23         | 218        | 186        | 20         | 12         | 2             | 13            | 13            | 0             | 0             |
| A. McWilliam      | 8          | 35         | 31         | 2          | 2          | -             | -             | -             | -             | -             |
| A. Mpasīs         | 24         | 104        | 58         | 26         | 20         | 2             | 0             | 0             | 0             | 0             |
| E. Ramos          | 21         | 9          | 9          | 0          | 0          | 2             | 4             | 4             | 0             | 0             |
| M. Seifert        | 24         | 198        | 132        | 60         | 6          | 2             | 15            | 11            | 2             | 2             |
| K. Spyriounīs     | 22         | 253        | 217        | 20         | 16         | 2             | 8             | 7             | 0             | 1             |
| G. Stylianou      | 1          | 0          | 0          | 0          | 0          | 0             | 0             | 0             | 0             | 0             |
| A. Tournakīs      | 15         | 48         | 25         | 17         | 6          | 2             | 12            | 11            | 1             | 0             |
| C. Voloudakīs     | 22         | 0          | 0          | 0          | 0          | 2             | 0             | 0             | 0             | 0             |

P = presenze; PT = punti totali; AV = attacchi vincenti; MV = muri vincenti; BV = battute vincenti

NB: Non sono disponibili i dati relativi alla Coppa di Grecia e, di conseguenza, quelli totali.